# Wannseeweg
Der Wannseeweg ist mit der Nummer 11 einer der 20 grünen Hauptwege. Das ist eine Zusammenstellung von 20 Wanderwegen durch das Berliner Stadtgebiet mit einer Gesamtlänge von rund 550 Kilometern. Ziel ist es, „Wohngebiete mit den vielfältigen Erholungsmöglichkeiten in Parkanlagen und Naherholungsgebieten von Berlin und Brandenburg“ (Senatsverwaltung für Stadtentwicklung und Umwelt) miteinander zu verknüpfen. Der Fußgänger soll dabei die Möglichkeit haben, „die Stadt als eine Verbindung von Kultur, Geschichte und Ökologie intensiv zu erleben“.

## Verlauf
Der Wannseeweg liegt als Wanderstrecke im Berliner Südwesten und verbindet auf 30 Kilometern acht Seen der Grunewaldseenkette mit dem Havelufer. Er führt vom Koenigssee zum Berliner Forst Düppel fast immer auf breiten Sandwegen, vorbei am Jagdschloss Grunewald, der Pfaueninsel, Nikolskoe und den Schlössern rund um die Glienicker Brücke. An seinem Lauf finden sich Badestellen und Biergärten.
Der Wannseeweg liegt zwischen innerstädtischen Grünflächen im Berliner Westen an der Grunewaldseenkette und führt zu den großen Waldgebieten auf der Wannseer Halbinsel zur Havel. Die hier vorgelegte Beschreibung ist von der Fließrichtungen der angrenzenden Fließgewässer beeinflusst und soll die Verbindung zu den Beschreibungen der Straßen und besonderer Stationen am Weg bilden.

### Grunewald

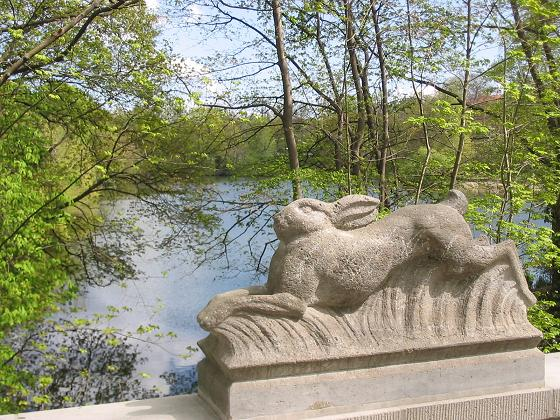
Hasensprungbrücke

Der Beginn des Wannseewegs liegt im Ortsteil Grunewald an der Grünfläche des Grundstücks 8 der Wissmannstraße. Diese liegt am Nordufer (Karten) des Koenigssee zwischen Wissmannstraße und Koenigsallee. Hier führt auch der Innere Parkring entlang, der am Hubertus-, Herthasee zum Halensee weiterführt. Der Wannseeweg nutzt die Koenigsallee nach rechts zur Koenigsalleebrücke und verlässt die Straße nach rechts an einem Parkweg (Hasensprung am Grundstück Koenigsallee 33) zum Südufer des Koenigssees. Geradeaus weiter wird die Hasensprungbrücke über den Verbindungskanal zwischen Koenigs- und Dianasee zur Winkler Straße genommen und diese nach links an der Bettinastraße vorbei im Bogen zum Platz Am Bahnhof Grunewald. Ein Einstieg in den Wannseeweg ist hier vom S-Bahnhof Grunewald möglich. Vor dem Platz geht es direkt nach links in die Auerbachstraße, die an den Bahnanlagen entlang zum Nordzipfel des Landschaftsschutzgebietes Grunewald führt und am Steffi-Graf-Stadion vorbei die Westseite des Hundekehlesees erreicht, dem See folgt links vom Weg (rechts liegt der Wald) das Forstamt Grunewald und wiederum die Koenigsallee, auf der der Hauptweg nach links zur Reiterstaffel des Bundes genutzt wird, um hier über die Straße zu wechseln. Vor der beginnenden Bebauung geht es am Hundekehlegraben in die Umgehungschaussee. Auf ihr geht es an der Ostseite des NSG Hundekehlefenn und des Grunewaldsees durch den Grunewald. Die Umgehungschaussee wird zu Gunsten des uferwegs verlassen, über Treppen ist auch ein ufernäherer Weg erreichbar. Im Südteil des Grunewaldsees vor dem Museum Jagdschloss Grunewald wird der Ortsteil und auch der Bezirk Charlottenburg-Wilmersdorf verlassen.

### Dahlem

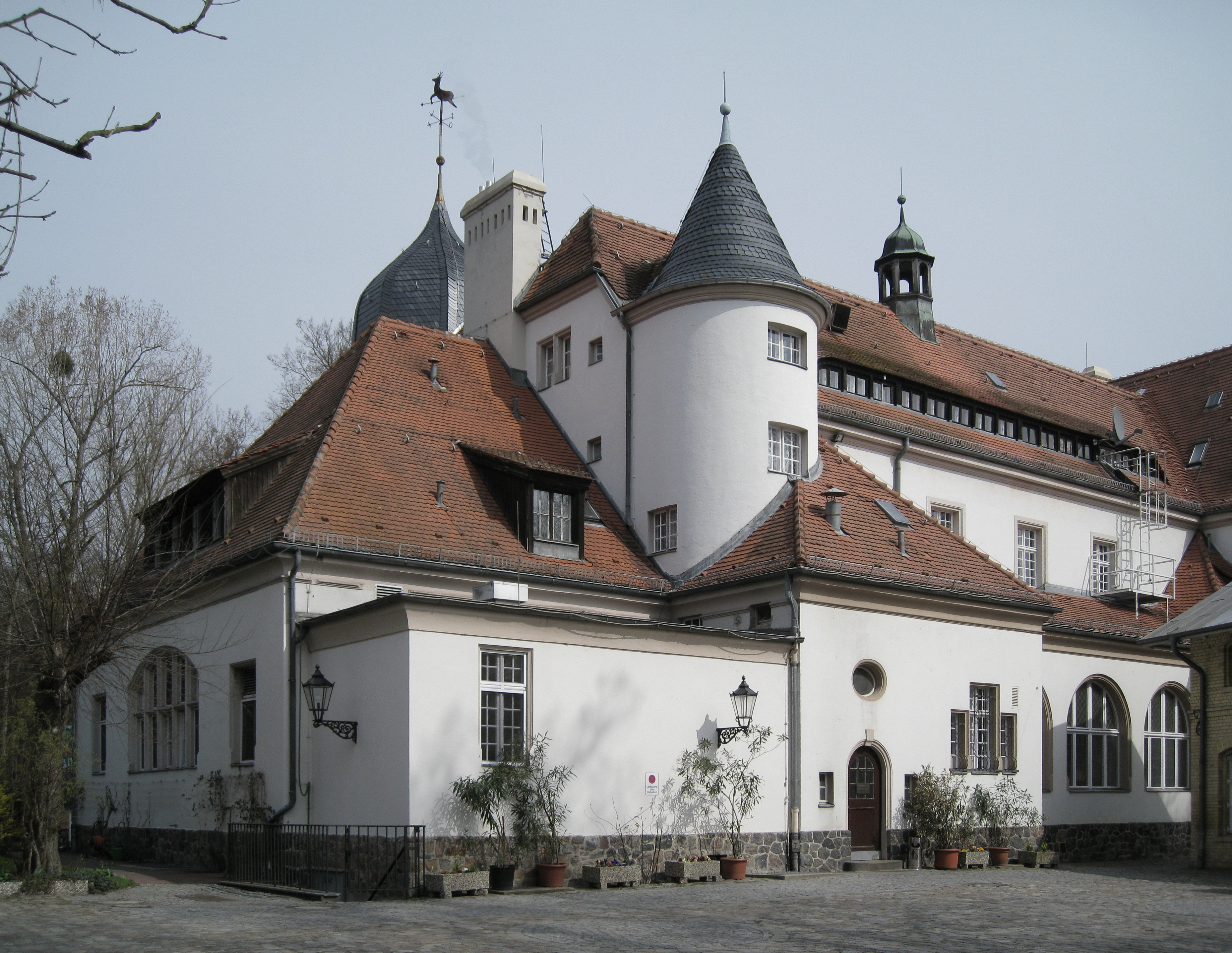
Haus Paulsborn

Das rechts am Wege liegende Jagdschloss Grunewald liegt im Ortsteil Dahlem (Bezirk Steglitz-Zehlendorf) und der Wannseeweg wechselt nun in diesen Ortsteil und im Folgenden wird am Südufer der Waldweg nach rechts genutzt bis zum Waldhaus Paulsborn und hier den Weg nach links zum Fenngraben, dem Abfluss des Grunewaldsees. Der Fenngraben liegt rechts vom Hauptweg und wird über den Hüttenweg hinweg an der Grenze des NSG Langes Luch ufernah am Weg begangen. Im Süden des NSG an der rechten Wegseite wird die Dachsheide an der linken Wegseite durchschritten. Die Dachsheide war militärisch genutztes Gelände und hat sich zu einem Magerrasenbiotop entwickelt. Nach östlich vom Weg liegenden Dachsheide wird am Südrand des Langen Luch über einen Steg den Fenngraben querend die Onkel-Tom-Straße erreicht. Mit dem Beschreiten des Straßenrands wird Dahlem verlassen.

### Zehlendorf

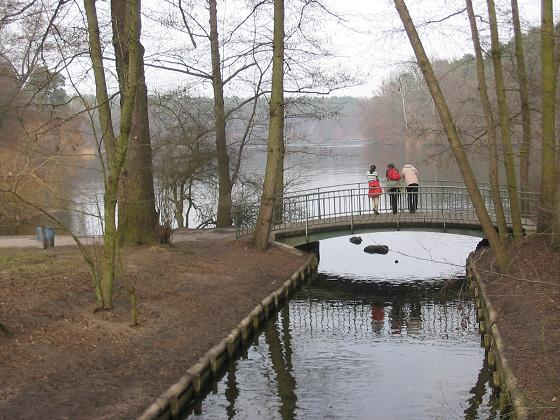
Krumme Lanke mit Kanal zum Schlachtensee

Das Straßenland der Onkel-Tom-Straße markiert den Beginn des Ortsteils Zehlendorf. Der Wannseeweg geht (etwas links versetzt) auf der anderen Straßenseite (Karten) weiter zum Nordzipfel des NSG Riemeisterfenn. Etwa 90 Meter nach links fließt der Fenngraben unter der Onkel-Tom-Straße und erreicht wiederum den Hauptweg, den er links begleitet. An der Nordseite am Riemeisterfenn entlang ist an dessen Westende am „Alten Wasserwerk“ ein Richtungswechsel nach Süden (links abbiegend) über den Fenngraben hinweg. Hier trifft der Wannseeweg auf den Beginn des Teltower Dörferwegs, der nach Süden führt. Der Wannseeweg verläuft am Südufer der Krummen Lanke, die in der zweiten Hälfte nach Süden gebogen ist. Die dritte Badestelle an der Krummen Lanke (als FKK markiert) gibt den Beginn des bebauten Gebiets am Quermatensteig. Der Hauptweg liegt ufernah am Südende der Krummen Lanke und geht rechtwinklig nach links zur Fischerhüttenstraße. Der Abfluss der Krummen Lanke ist der Wolfsschluchtkanal zum Schlachtensee. 

### Schlachtensee
An der linken Seite des Kanals führt der Hauptweg (parallel zum Elvirasteig) zur „Alten Fischerhütte“ am Ufer des Schlachtensees. Von hier an liegt der Wannseeweg für 2,5 Kilometer als Uferweg am Südufer des Schlachtensees, zunächst neben den Grundstücken der Terrassenstraße, am Horn des Paul-Ernst-Parks herum und am S-Bahnhof Schlachtensee vorbei und etwas entfernt von den Wohnhäusern am Marinesteig zum Westabfluss des Sees, dem Rehwiesengraben. Am Seeausgang wird die Straße Am Schlachtensee an der S-Bahn-Unterführung (Bahndammtunnel) überschritten (Karten) und jenseits trifft der Durchgang auf eine Waldwegverbindung der Altvaterstraße, die etwa 50 Meter nach rechts auf dem Westabschnitt der Altvaterstraße zwischen Siedlungshäusern zur Spanischen Allee führt. 

### Nikolassee

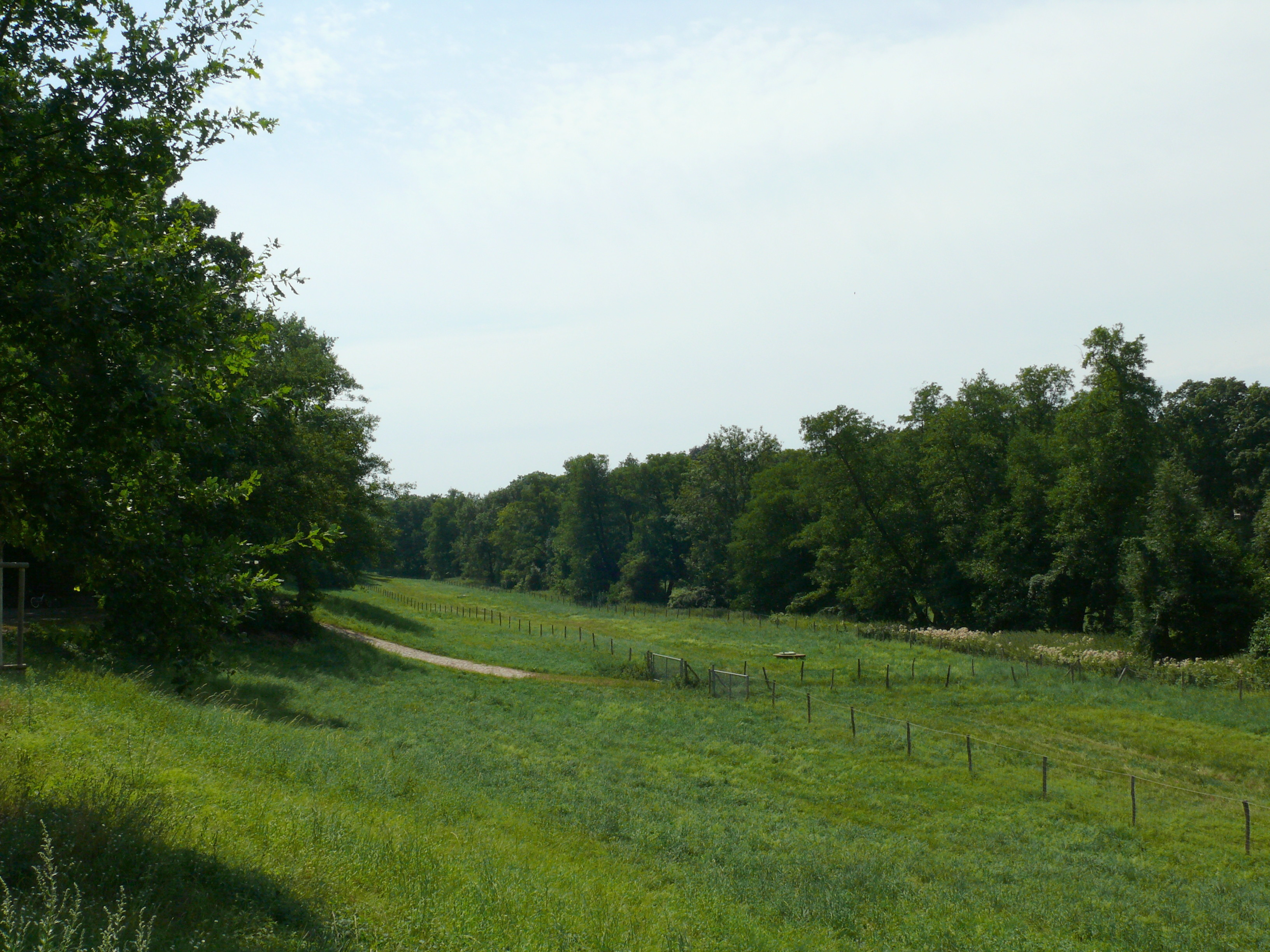
LSG Rehwiese von der Gerkrathstraße

Über diese Hauptstraße nach Süden führt die Gerkrathstraße etwas erhöht auf der Ostseite des LSG Rehwiese entlang, unten fließt der Rehwiesengraben der Ablauf vom Schlachtensee. Östlich der Straße liegen vorwiegend Villengrundstücke, an der abbiegenden Kirchweg liegt das Ende der Gerkrathstraße, es folgt ab Normannenstraße ein Fußweg, der „Rehsprung“. Auf der Normannenstraße ist der S-Bahnhof Nikolassee mit den beiden S-Bahn-Linien S1 und S7 zu erreichen. Auf der Normannenstraße trifft der Europawanderweg E11 auf den Wannseeweg und beide führten gemeinsam links der Rehwiese weiter. Es wird Im Mittelsprung gequert und links vom Hauptweg folgt die Kirche Nikolassee und über den Kirchweg der evangelische Friedhof Nikolassee. Im Süden der Rehwiese biegt der Rehwiesengraben nach Westen im Abstand zur südlicher liegenden Potsdamer Chaussee und insbesondere liegt die Nord-Ost-Führung am Autobahnkreuz Zehlendorf.

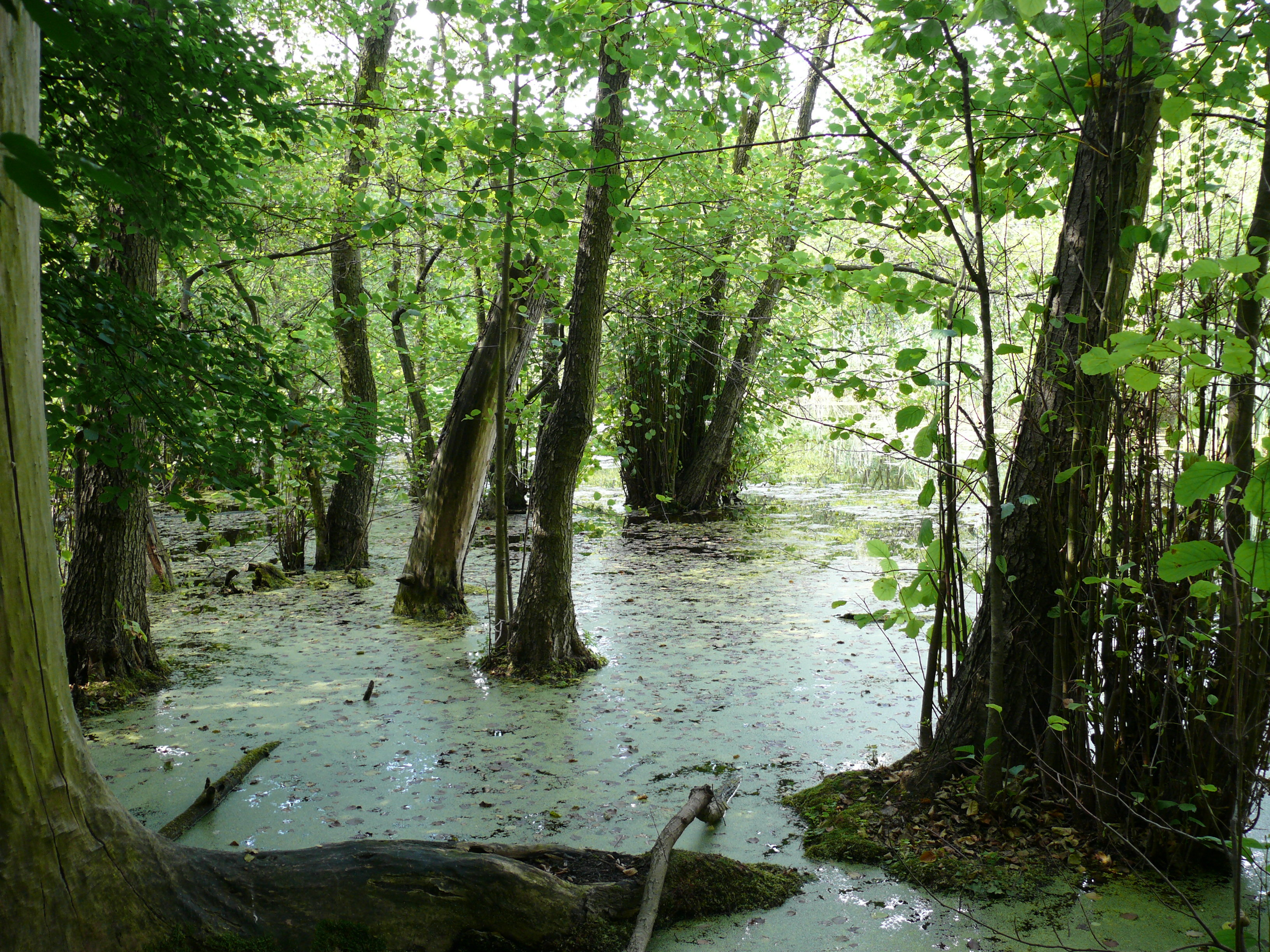
Am Wannseeweg nach der Autobahnunterführung

Eine Durchführung unter der A 115 bringt den Rehwiesengraben und den Wannseeweg zur anderen Seite, wo der Weg südlich um den Nikolassee herumgeht (LSG Nikolassee). Nahe am Nord-nach-West-Abzweig des Autobahnkreuzes Zehlendorf geht es über eine längere Treppenanlage auf die Höhe der ehemaligen Berlin-Potsdamer Chaussee, die vor dem Autobahnbau in den 1930er Jahren auf der Trasse der Dreilindenstraße verlief. Der Weg führt an der Sancta-Maria-Schule und dem (katholischen) Haus der Heiligen Hedwig auf der rechten Seite und dem AVUS-Zweig an der linken Seite hindurch. Um die Treppen zu umgehen, ist der weitere Weg am See (Nymphenufer), links den Nikolassteig, dann die Lohengrinstraße nach links (Süden) zur Dreilindenstraße möglich. Die Dreilindenstraße führt den Wannseeweg nach Westen zwischen Waldstück und Dreilindenschule an der linken Seite und Villengrundstücke an der rechten Seite an die Nibelungenstraße, an deren Westseite der Ortsteil endet.

### Wannsee

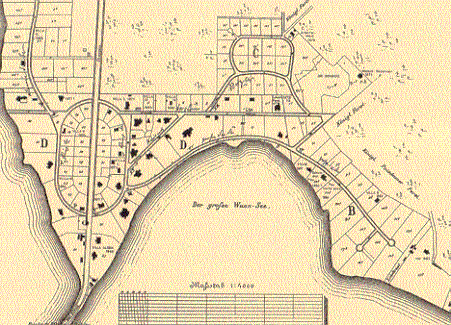
Karte der Colonie Alsen

Mit dem Überqueren der Nibelungenstraße ist der Ortsteil Wannsee erreicht, gegenüber der Dreilindenstraße geht der Wannseeweg weiter auf einem Fußweg durch das linksliegende Waldstück und das rechtsliegende Bahngelände (Reichsbahnstraße), von hier besteht ein Zugang zum S- und Fernbahnhof Wannsee. Der Fußweg im Bogen nach links führt zur Potsdamer Chaussee (B 1) und durch deren Bahnbrücke. Zuvor führt der Wanderweg E11 über die Chaussee in den Forst Düppel. Nach der Bahnbrücke wird die Bundesstraße Königsstraße genannt und an der Kronprinzessinnenstraße trifft der Berliner Mauerweg auf den Wannseeweg. Der Mauerweg liegt im weiteren (vereinfachend) auf dem Beiweg der Bundesstraße. Von der Kronprinzessinnenstraße an ist der Wannsee in Sichtweite und 250 Meter Chaussee von der Ecke vor der Wannseebrücke (Abfluss zum Kleinen Wannsee) führt die Ronnebypromenade am Seeufer rechtsherum. Hier liegt auch der Startpunkt vom Hauptweg Nummer 12 (Havelseenweg) nach Norden. Im Übrigen liegt auf der Bundesstraße auch der Radweg R1. Nach der Brücke verlässt der Hauptweg Nr. 11 die Königstraße nach rechts in die Straße Am Großen Wannsee, im südlichen Teil ein Stück der Ringstraße der „Colonie Alsen“.

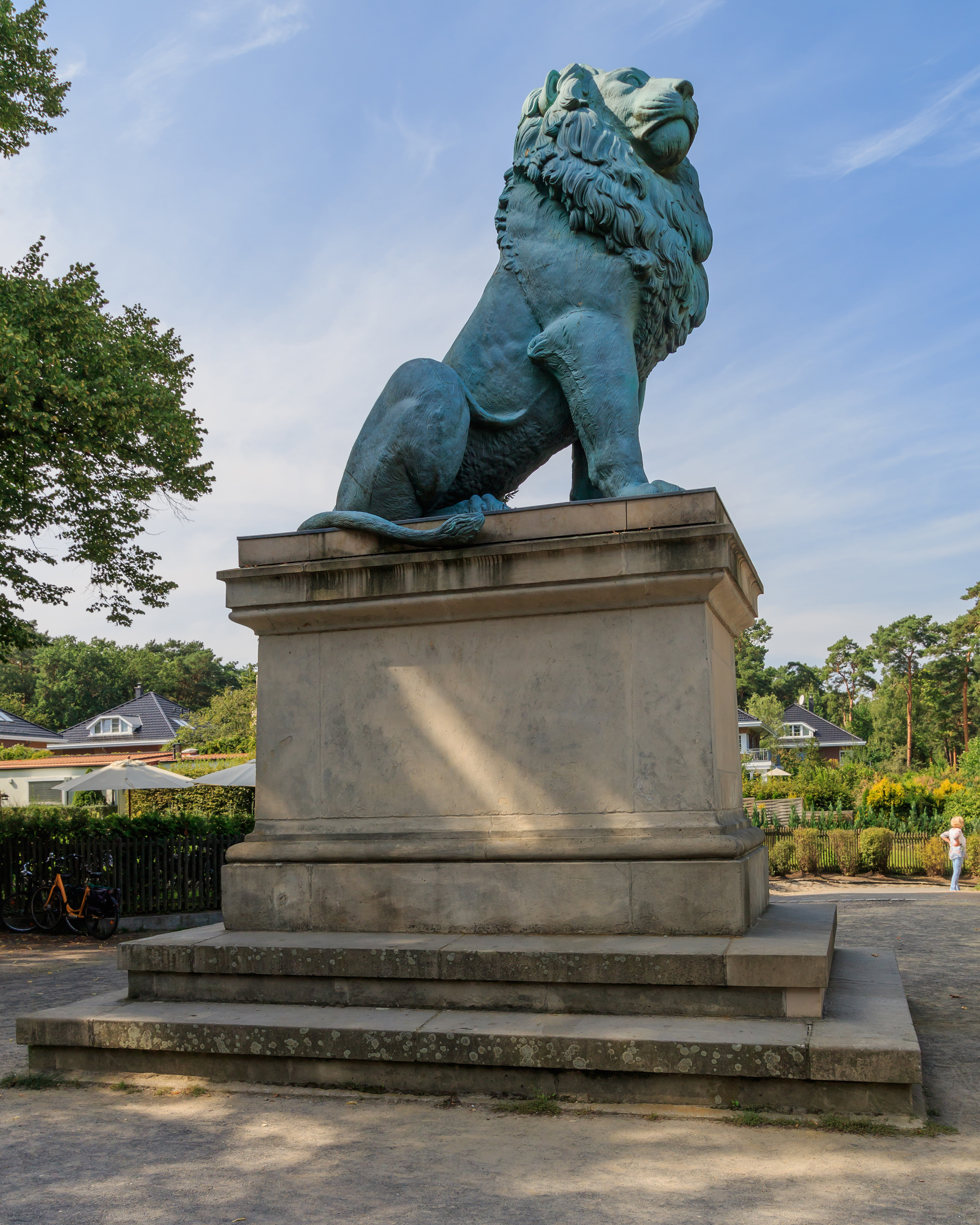
Kopie des Idstedt-Löwen am Wannseeweg

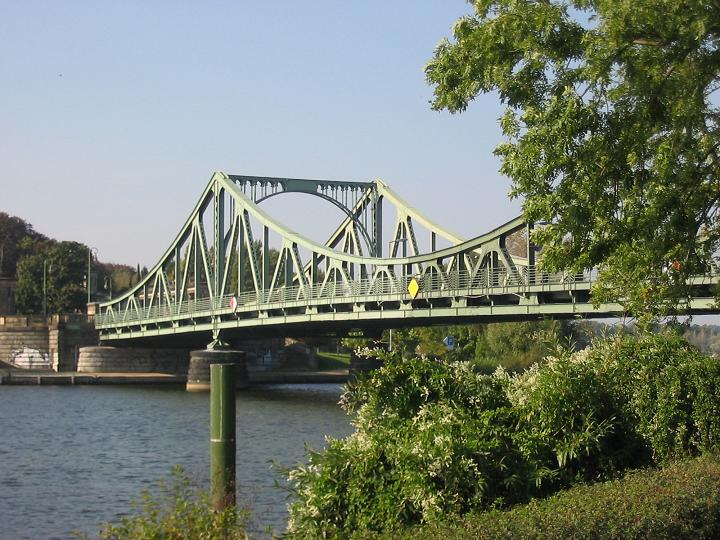
Glienicker Brücke vom Jagdschlosspark

Am Westufer des Wannsees auf dem Beiweg der Straße bestehen immer wieder Blicke auf den See und besonders die zahlreichen Bootsstege, auch wird die Straße von Villengrundstücken begleitet An der abzweigenden Colomierstraße befindet sich das Museum Liebermann Villa und die Villa Langescheid. An der Gedenkstätte Haus der Wannseekonferenz Kreuzung mit der Straße Zum Heckeshorn geht der Wannseeweg nach rechts zum Wannsee-Ufer mit Bootsanlegestellen, etwas versetzt steht der Idstedt-Löwe.
Im Folgenden bis zum Ende des Wannseewegs führt der Hauptweg immer am südöstlichen Ufer der Havel durch das EU-Vogelschutzgebiet Westlicher Düppeler Forst. Nach links auf der Uferpromenade geht es am Heckeshorn (gegenüber dem Strandbad Wannsee) vorbei immer auf dem Uferweg am Großen Wannsee über das Eulenbruch zum Kleinen und Großen Tiefehorn, die am Nordende der „Wannseer Halbinsel“ (Berliner Forst) ins Gewässer ragen, und auf dieser Wasserfläche liegt der Übergang vom Wannsee zum Lauf der Havel. Im Weiteren wendet sich der Weg nach Südwest. Am Ufer gegenüber liegen Kälberwerder und danach die Pfaueninsel. Der Uferweg mündet dann in die Pfaueninselchausee, die dem Busverkehr vorbehalten ist, während als Zufahrt für Pkw der Nikolskoer Weg dient. Von der Spitze fährt die Fähre zur Pfaueninsel ab (Karten). Der Wannseeweg bleibt weiter (zwischen Biergarten und Gasthaus Pfaueninsel, der alte Marstall hindurch) ufernah etwas erhöht vom Wasserpegel. Gemeinsam mit dem Radweg R1 liegt er nun am Havelufer. Am Sacrower Kirchblick, St. Peter und Paul, Blockhaus Nikolskoe, dem Appelhorn gelangt der Wannseeweg zur Moorlake mit dem dortigen historischen Gasthaus. Der Forst landseitig ist als Volkspark Klein-Glienicke (Kanonenberg, Felsenteich) ausgewiesen. Um das Krughorn, den Jägerhof führt der Weg nach Südsüdwest am Havelufer weiter und ist hier als Skaterstrecke ausgewiesen. Kurz vor der Glienicker Brücke liegt beginnend mit dem Gärtnerhaus östlich am Weg das Schloss Glienicke mit seinem Park. Der Wannseeweg quert nach 7,7 Kilometer am Ufer entlang die Königstraße, bevor die B 1 nach Potsdam geht. Der Wannseeweg führt am Ufer der Glienicker Lake durch den Jagdschlosspark und das Jagdschloss Glienicke (Internationale Begegnungsstätte). Das Berliner Stadtgebiet endet an der Mauer des Jagdschlossparks und so wird auch Wannsee verlassen.

### Klein-Glienicke und Griebnitzsee

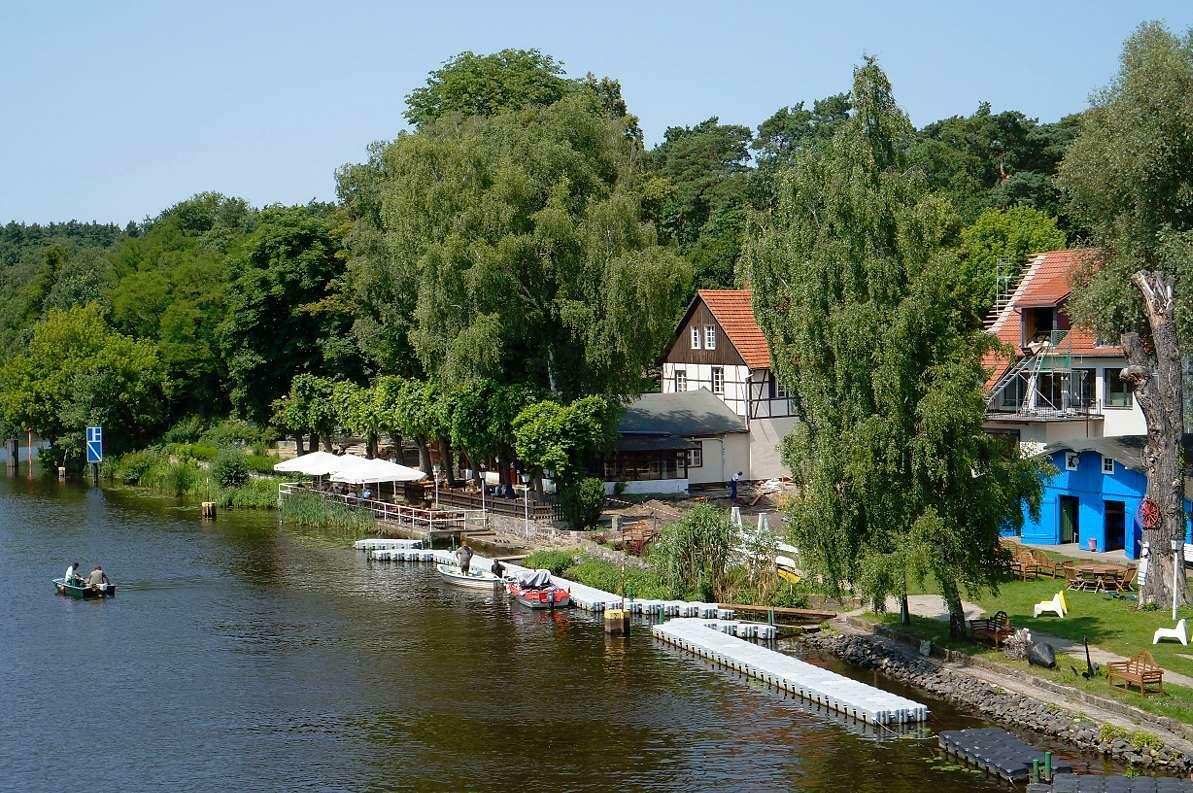
Blick von der Brücke am Ziel

Der Wannseeweg tritt mit Verlassen des Jagdschlossparks an der Möwenstraße in die Babelsberger Waldmüllerstraße und trifft nochmals auf den Mauerweg. Er setzt sich in der Babelsberger Ortslage Klein-Glienicke im Stadtgebiet von Potsdam (links der Havel) fort. Das Gewässer zur rechten ist die Glienicker Lake, die hier das westliche Endstück des Teltowkanals ist. Entlang des Nordufers des Griebnitzsees und zusammen mit dem Fernwanderweg E11 geht es an der Hubertusbaude vorbei und über die Hubertusbrücke, jenseits wieder südwärts zur Schiffsanlegestelle Kohlhasenbrück, an der Söhnel-Werft (Gaststätte am Teltowkanal) vorbei über die Böckmannbrücke zur Bushaltestelle Neue Kreisstraße, wo der Weg endet, an der gleichen Stelle wie der Teltowkanalweg (Weg 17), der aus der Bäkestraße kommt.

## Nahverkehrsanschlüsse
In der Nähe befinden sich folgende Anschlüsse an den ÖPNV:
- S-Bahnhof Wannsee,
- S-Bahnhof Schlachtensee,
- S-Bahnhof Grunewald.